# Stripsen Joch
Stripsen Joch är ett berg i Österrike.   Det ligger i distriktet Kufstein och förbundslandet Tyrolen, i den centrala delen av landet, 300 km väster om huvudstaden Wien. Toppen på Stripsen Joch är 1 568 meter över havet. Stripsen Joch ingår i Kaisergebirge.
Terrängen runt Stripsen Joch är bergig åt sydväst, men åt nordost är den kuperad. Närmaste större samhälle är Kufstein, 10,0 km väster om Stripsen Joch. 
Trakten runt Stripsen Joch består i huvudsak av gräsmarker. Runt Stripsen Joch är det ganska tätbefolkat, med 52 invånare per kvadratkilometer.